# Maria Jarząbek-Chorzelska

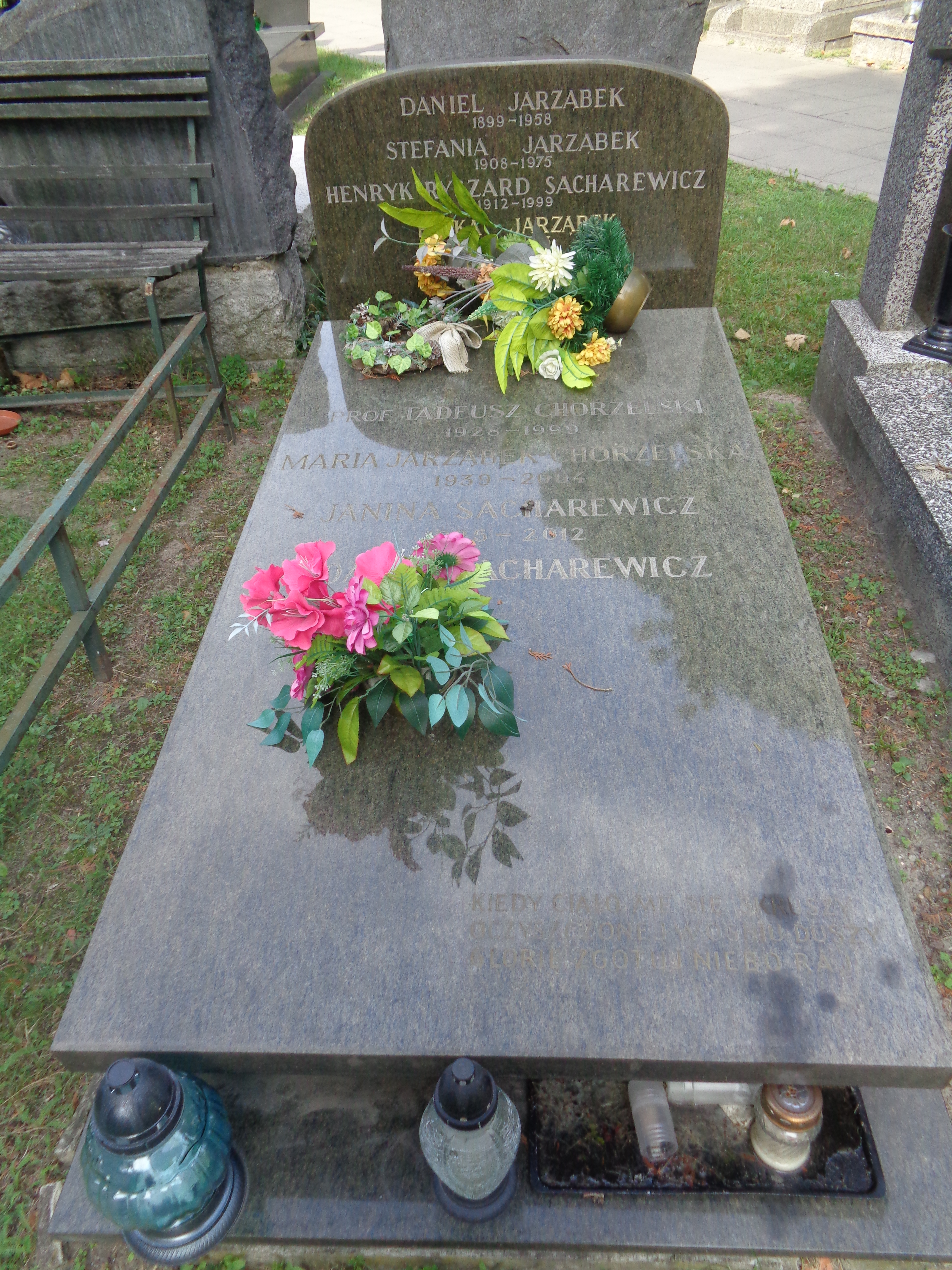
Grób Marii i Tadeusza Chorzelskich

Maria Jarząbek-Chorzelska (ur. 23 października 1939 w Warszawie, zm. 3 grudnia 2004) – polska immunodermatolog, związana z Kliniką Dermatologiczną  Akademii Medycznej w Warszawie. Specjalizowała się w immunologicznych aspektach procesów chorobowych w tkance łącznej, szczególnie zaś w wykrywaniu przeciwciał przeciwjądrowych.
Pochodziła z rodziny żydowskiej; trafiła wraz z rodzicami do warszawskiego getta, skąd w 1943 roku udało się ją wydostać. Jak wspomina Ada Willenberg, Maria mieszkała początkowo razem z nią u małżeństwa Majewskich, jednak musiała zmienić miejsce pobytu po tym, jak któryś z mieszkańców kamienicy dokonał donosu na Gestapo. Za uratowanie obu dziewczynek Helena Majewska została uhonorowana medalem „Sprawiedliwy wśród Narodów Świata” (jej mąż Edmund zginął w obozie koncentracyjnym).
Jako absolwentka Wydziału Biologii UW Maria Jarząbek zatrudniła się w Klinice Dermatologicznej AM w Warszawie. W 1970 uzyskała stopień doktora nauk przyrodniczych, a w 1987  – habilitację w dziedzinie nauk medycznych.
Immunodermatologią zajmowała się od 1966 roku. Współpracując m.in. z Tadeuszem Chorzelskim, uczestniczyła w badaniach nad pęcherzycami i innymi chorobami autoimmunologicznymi skóry. Po obronie doktoratu wraz z naukowcami zagranicznymi badała zagadnienia związane z wirusem brodawczaka ludzkiego i łuszczycą.
W Klinice Dermatologicznej AM była zatrudniona na stanowisku adiunkta, pełniła również funkcję kierownika tamtejszej Pracowni Immunopatologii.
Opublikowała 132 prace naukowe. Po śmierci spoczęła na Powązkach Wojskowych.
Jej synem jest altowiolista Krzysztof Chorzelski.